# Anno lunare
Anno lunare o in latino annus lunaris è il termine tradizionalmente usato per indicare la durata di dodici mesi sinodici consecutivi.
La durata media di un mese sinodico è di 29 giorni, 12 ore 44 minuti primi e 3 secondi, quindi l'anno lunare medio risulta essere di 354 giorni, 8 ore, 48 minuti e 36 secondi.
La durata di un anno lunare non coincide mai con quella media né astronomicamente, a causa di piccole irregolarità del moto lunare, né calendarialmente, perché un anno civile è composto da un numero intero di giorni. L'anno lunare ordinario viene quindi arrotondato a 354 giorni, ma ogni calendario lunare deve avere modo di aggiungere in media circa un giorno ogni tre anni per ricuperare le 8 ore e 48 minuti trascurati. Nel calendario islamico ciò si ottiene aggiungendo un giorno  ogni due o tre anni per un totale di 11 giorni in un ciclo che dura 30 anni. Nei calendari lunisolari la maggior parte di questo recupero (24 ore su circa 35 in 4 anni) è ottenuta inserendo gli stessi giorni bisestili dei calendari solari.
Con "anno lunare embolismico", invece, si intende la durata di 13 mesi sinodici consecutivi. Gli anni embolismici sono utilizzati circa ogni tre anni dai calendari lunarisolari, quelli, cioè, che intendono riallineare il proprio capodanno con l'anno solare.
In alcuni calendari la durata dell'anno lunare calendariale può essere modificata di un giorno per evitare che il capodanno successivo cada in un giorno inadatto per motivi liturgici. Per esempio nel calendario ebraico un anno lunare ordinario può durare 353, 354 o 355 giorni e un anno embolismico 383, 384 o 385.

## Difficoltà operative dei calendari lunari osservativi
I popoli che utilizzavano o utilizzano un calendario lunare, come babilonesi,  ebrei o musulmani, misuravano (o misurano) l'inizio di un mese sinodico dalla comparsa della prima falce di luna dopo il novilunio astronomico. La nuova luna diventa visibile per breve tempo subito dopo il tramonto del Sole, poi tramonta anch'essa. Ciò avviene in qualche punto della superficie terrestre a partire da 15-18 ore dopo il novilunio e la nuova luna diventa visibile da tutti i punti della terra nel corso delle 24 ore successive, man mano che si verifica il tramonto alla loro longitudine.
Questo metodo, però, non consente di sincronizzare con precisione i calendari di comunità geograficamente distanti, che osservano l'inizio del mese (o dell'anno) a uno o più giorni di distanza non solo per motivi astronomici (l'istante del Tempo Coordinato Universale in cui la falce di luna diventa osservabile cambia con la longitudine), ma anche meteorologici (l'osservabilità è alterata dalle condizioni atmosferiche e talvolta è possibile solo con l'uso di un telescopio). Il problema si pose per gli ebrei appena iniziò la diaspora e per i musulmani dopo le prime guerre di conquista. Comunità distanti si trovarono talvolta a celebrare le proprie feste religiose in giorni diversi a causa delle incertezze applicative del calendario. Una discrepanza di un giorno a causa di una diversa longitudine è spesso inevitabile. La dispersione di date è talvolta maggiore (anche 3 o 4 giorni), per esempio a causa di osservazioni anticipate erronee, come anche recentemente è avvenuto in qualche comunità islamica.
Se si considera una stessa località la pratica di osservare la prima falce di luna dovrebbe determinare naturalmente un alternarsi di mesi di 29 e di 30 giorni. Eventuali irregolarità astronomiche o difficoltà meteorologiche di osservazione si dovrebbero compensare automaticamente nei mesi successivi. In realtà non è così, come per esempio risulta dall'esame delle tavolette cuneiformi, in cui si è scoperto che gli astronomi babilonesi avevano stabilito sino a 4 mesi consecutivi tutti di 30 giorni.
Anche la decisione di inserire un mese embolismico era anticamente basata sull'osservazione (per gli ebrei la maturazione dell'orzo a Gerusalemme) e perciò non era nota in anticipo, né poteva essere resa nota fuori del territorio di Israele se non con molto ritardo.
Fin dall'antichità, quindi, ci fu un vivo interesse per sostituire al calendario lunare scandito dall'osservazione della luna un calendario lunare convenzionale o "aritmetico", capace di seguire in media il fenomeno delle lunazioni, disinteressandosi di tutte le eventuali irregolarità di origine astronomica, meteorologica o altra. Un primo importante esempio fu il calendario ecclesiastico creato dopo il concilio di Nicea. Il calendario lunisolare ecclesiastico fu modificato quando venne introdotto il calendario gregoriano e viene tuttora adoperato dalla Chiesa per determinare la data della Pasqua. Nei secoli successivi anche gli ebrei svilupparono un calendario aritmetico, la cui codifica finale fu stabilita da Maimonide nel 1178, ma che secondo alcuni studiosi nei suoi elementi essenziali potrebbe risalire al patriarca Hillel II, nel IV secolo.

## Gli anni lunari embolismici
Nei calendari lunisolari, come il calendario ebraico o quello ecclesiastico, l'anno lunare ordinario (annus lunaris communis) deve essere intercalato con anni lunari embolismici di 13 lunazioni. L'aggiunta del mese embolismico consente di riallineare i calendari lunari con l'andamento della stagioni e viene effettuato ogni due o tre anni in accordo con il ciclo metonico. Nei calendari lunisolari la maggior parte della discrepanza fra durata astronomica e calendariale dell'anno lunare ordinario viene ricuperata aggiungendo all'anno lunare gli stessi giorni bisestili introdotti nel calendario solare giuliano. In questo modo l'anno lunare ordinario dura in media 354,25 giorni e la differenza con l'anno solare giuliano risulta sempre di 11 giorni. L'errore residuo di 2 ore e 48 minuti viene ricuperato arrotondando per eccesso a 30 giorni la durata dei primi sei mesi embolismici del ciclo metonico (la durata del settimo, invece è ridotta a 29 giorni).

## L'anno lunare ecclesiastico
Una delle preoccupazioni del concilio di Nicea fu di unificare la data della Pasqua, celebrata nelle diverse regioni in modo difforme, e di garantire che essa cadesse sempre dopo l'equinozio di primavera. A quel tempo la Pasqua veniva celebrata nella domenica successiva alla Pasqua ebraica, la cui data, però, non era ancora calcolata con gli attuali criteri (stabiliti da Maimonide nel XII secolo) e perciò cadeva in date geograficamente difformi e non sempre successive all'equinozio Fu stabilito che la Pasqua dovesse cadere nella prima domenica seguente il primo plenilunio di primavera in ricordo della Pasqua ebraica, che è fissata al giorno 14 del mese di Nisan, ma fu deciso di non usare più come riferimento il calendario ebraico di allora, e nemmeno l'avvenimento astronomico in se stesso, ma una data predeterminata con un metodo di calcolo, che evitava la diretta osservazione dei pleniluni effettivi.
L'anno lunare ecclesiastico è legato al calendario solare in vigore (in altre parole, è un calendario lunisolare) a causa dell'obiettivo di garantire che la data della Pasqua cada dopo l'equinozio di primavera

### L'anno lunare nel calendario giuliano
Nel calendario lunare ecclesiastico vige l'alternanza di mesi di 30 giorni e di 29 giorni, per cui il mese sinodico dura in media 29,5 giorni e l'anno lunare ordinario 354 giorni. Nel corso di un ciclo metonico i primi sei mesi embolismici sono di 30 giorni e l'ultimo di 29. Vi sarebbero dunque 19x6+6=120 mesi di 30 giorni e 19x6+1=115 mesi di 29 giorni, in totale 6935 giorni. Ad essi si aggiungono i 4 o 5 giorni bisestili che vengono aggregati alle lunazioni contenenti il 29 febbraio e rendono esatta la durata totale media del ciclo metonico.
Il capodanno del calendario ecclesiastico era stabilito per il giorno della Natività (25 dicembre). Questa scelta simbolica era rafforzata da una particolare circostanza. Dato che circa al tempo di Nicea e precisamente nel 322 la luna nuova era caduta esattamente il 24 dicembre (e così era avvenuto e doveva avvenire ogni 19 anni prima e dopo, fatto salvo l'accumularsi delle piccole imprecisioni del ciclo metonico) si doveva presumere che lo stesso fosse avvenuto in occasione della nascita di Gesù, almeno secondo il calcolo di Dionigi il piccolo. L'inizio dei cicli metonici veniva così a coincidere con un evento astronomico ricco di significato simbolico e con la data tradizionale di nascita di Gesù.
La differenza tra la durata dell'anno giuliano e dell'ipotetico anno lunare medio venne utilizzata per creare una tabella delle epatte, termine che indica l'età della Luna all'inizio dell'anno. Tale numero cresce ogni anno di 11 (o 12 al termine di un ciclo di 19 anni) e la sua variazione era detta saltus lunae.) Quando l'epatta supera il numero 30, si sottrae 30, e ciò avviene 7 volte nell'arco di un ciclo metonico di 19 anni.

### L'anno lunare dopo la riforma gregoriana
Anche dopo l'introduzione del Calendario gregoriano i testi pontifici fecero riferimento ad un anno lunare che si discosta di 11 giorni dalla durata dell'anno solare.
Dal punto di vista ecclesiastico l'obiettivo era di correggere gli errori accumulatisi dopo il Concilio di Nicea. Ad esempio la piccola differenza fra 19 anni solari e la durata di un ciclo metonico aveva ormai spostato di tre giorni la data delle lunazioni e in certe circostanze la data della Pasqua si sarebbe spostata di circa un mese.
Il sistema gregoriano delle epatte che utilizza le correzioni apportate da Luigi Lilio garantisce un risultato non lontano da quello determinato da calcoli astronomici esatti.
Gauss fissò un algoritmo che portava agli stessi risultati evitando il ricorso alle tavole delle epatte.